# Singapore Democratic Party
Die Singapore Democratic Party (abgekürzt: SDP; chin.: 新加坡民主党; tam.:சிங்கப்பூர் மக்களாட்சி; mal.:Parti Demokratik Singapura) ist eine im Jahre 1980 gegründete politische Partei in Singapur. Ihr Vorsitzender ist Chee Soon Juan.